# Kanton Mézel
Kanton Mézel (fr. Canton de Mézel) je francouzský kanton v departementu Alpes-de-Haute-Provence v regionu Provence-Alpes-Côte d'Azur. Tvoří ho osm obcí.

## Obce kantonu
- Beynes
- Bras-d'Asse
- Châteauredon
- Estoublon
- Majastres
- Mézel
- Saint-Jeannet
- Saint-Julien-d'Asse